# Pokrovsk (Ukraine)
Pour la ville de Russie, voir Pokrovsk.
Pour les articles homonymes, voir Krasnoarmeïsk.
Pokrovsk (en ukrainien : Покровськ) est une ville de l'oblast de Donetsk, en Ukraine, et le centre administratif du raïon de Pokrovsk. Sa population s’élevait à 1350 habitants en 2025.

## Géographie
Pokrovsk est située à 57 km au nord-ouest de Donetsk et à 7 km à l'ouest de Myrnohrad. La localité se trouve juste au sud de la rivière Hrychynka, un affluent de la rivière Byk, puis de la Samara, dans le système hydrologique de la rive gauche du fleuve Dniepr.

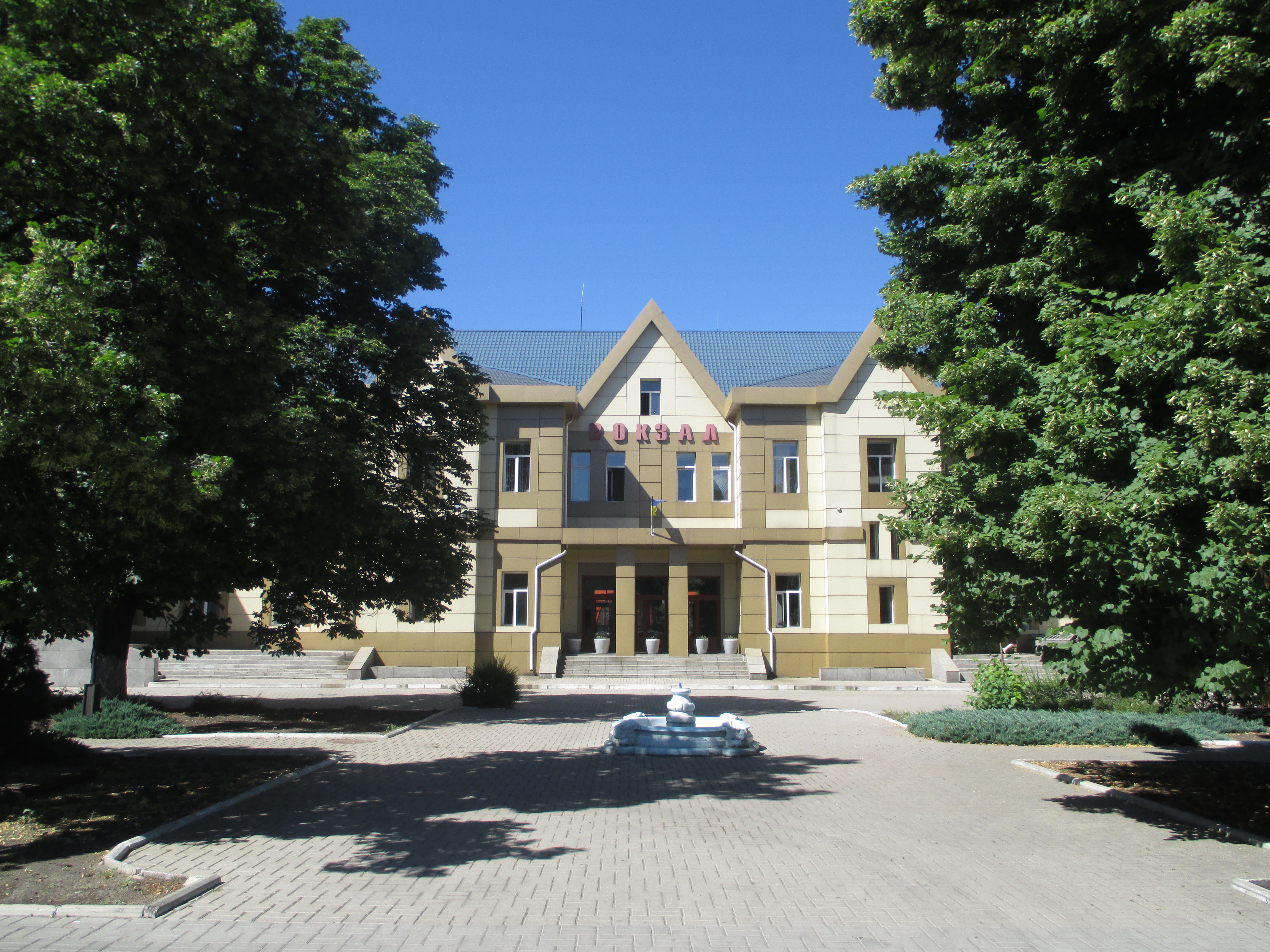
La gare de Pokrovsk, bâtiment classé.

## Administration
Pokrovsk fait partie de la municipalité de Pokrovsk qui comprend également la ville de Rodynske et la commune urbaine de Chevtchenko.

## Histoire
La localité est fondée en 1880 sous le nom de « Grichino » (« Гришино »). Elle est renommée « Krasnoarmiysk » (en ukrainien : « Красноармі́йськ ») et reçoit le statut de ville en 1938. C'est en mai 2016 qu'elle prend le nom de « Pokrovsk ». La grande mine de charbon de Pokrovsk s'y trouve.

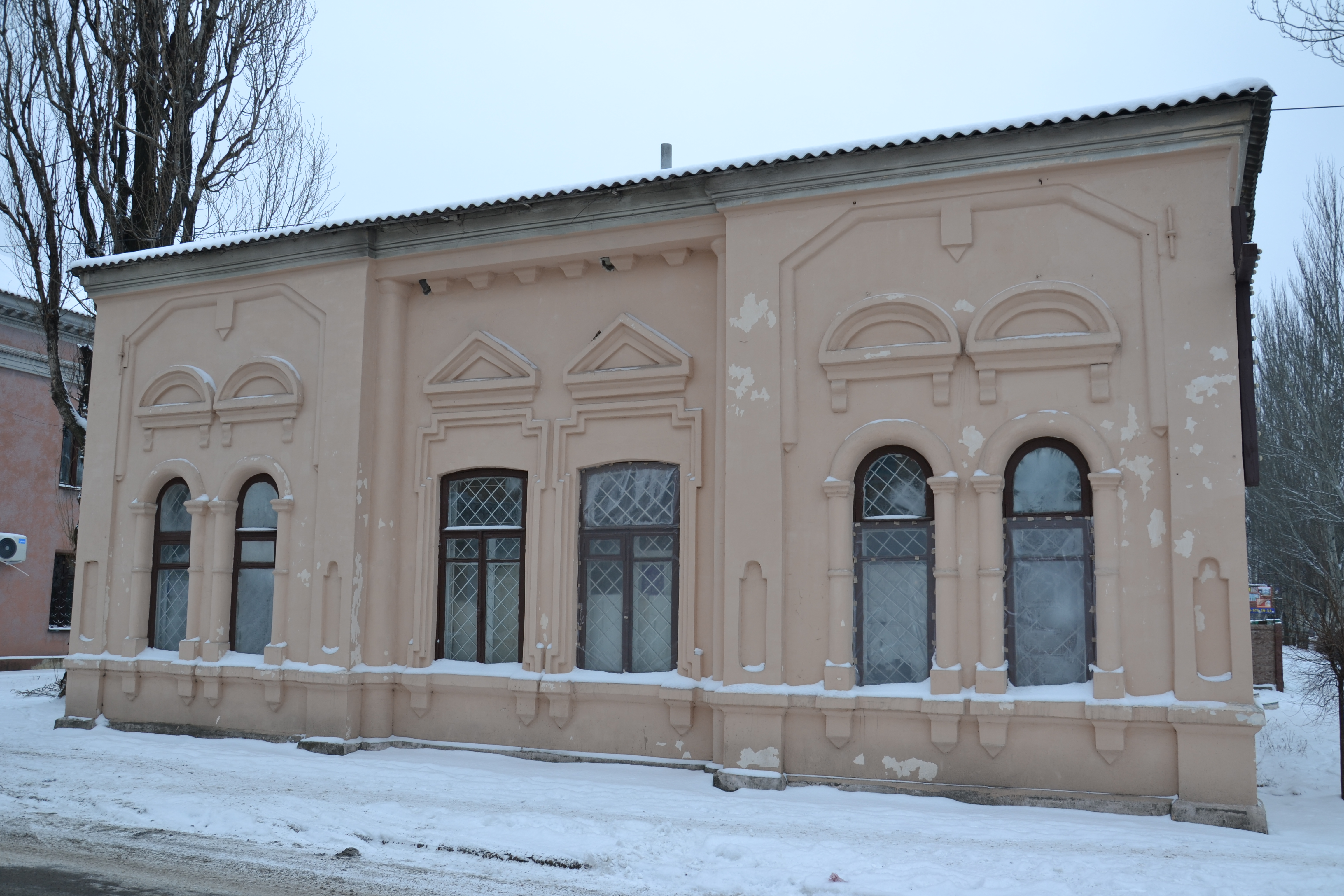
Maison du pharmacien, classé
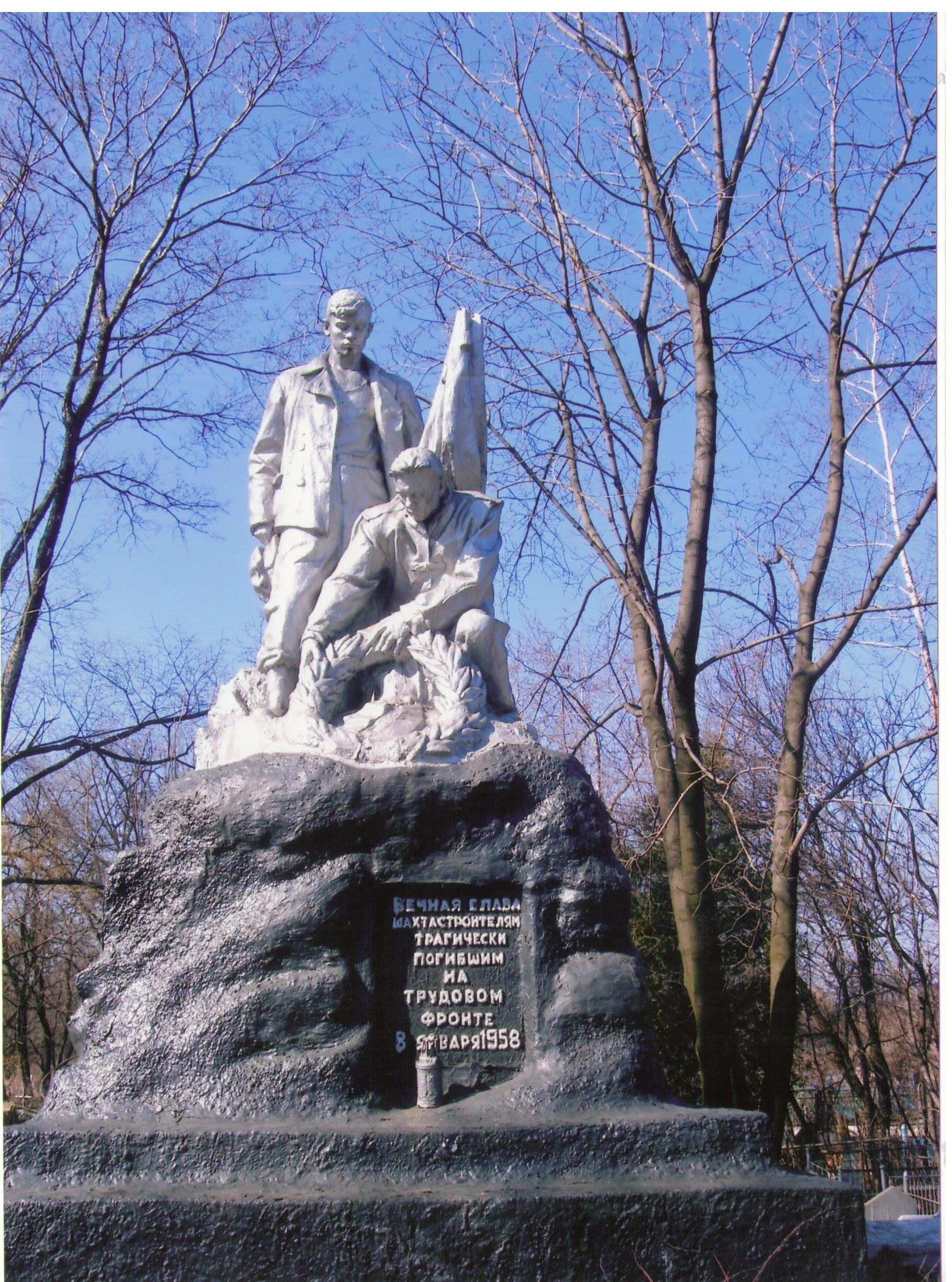
Mémorial aux mineurs de Pokrovsk, classé[4].
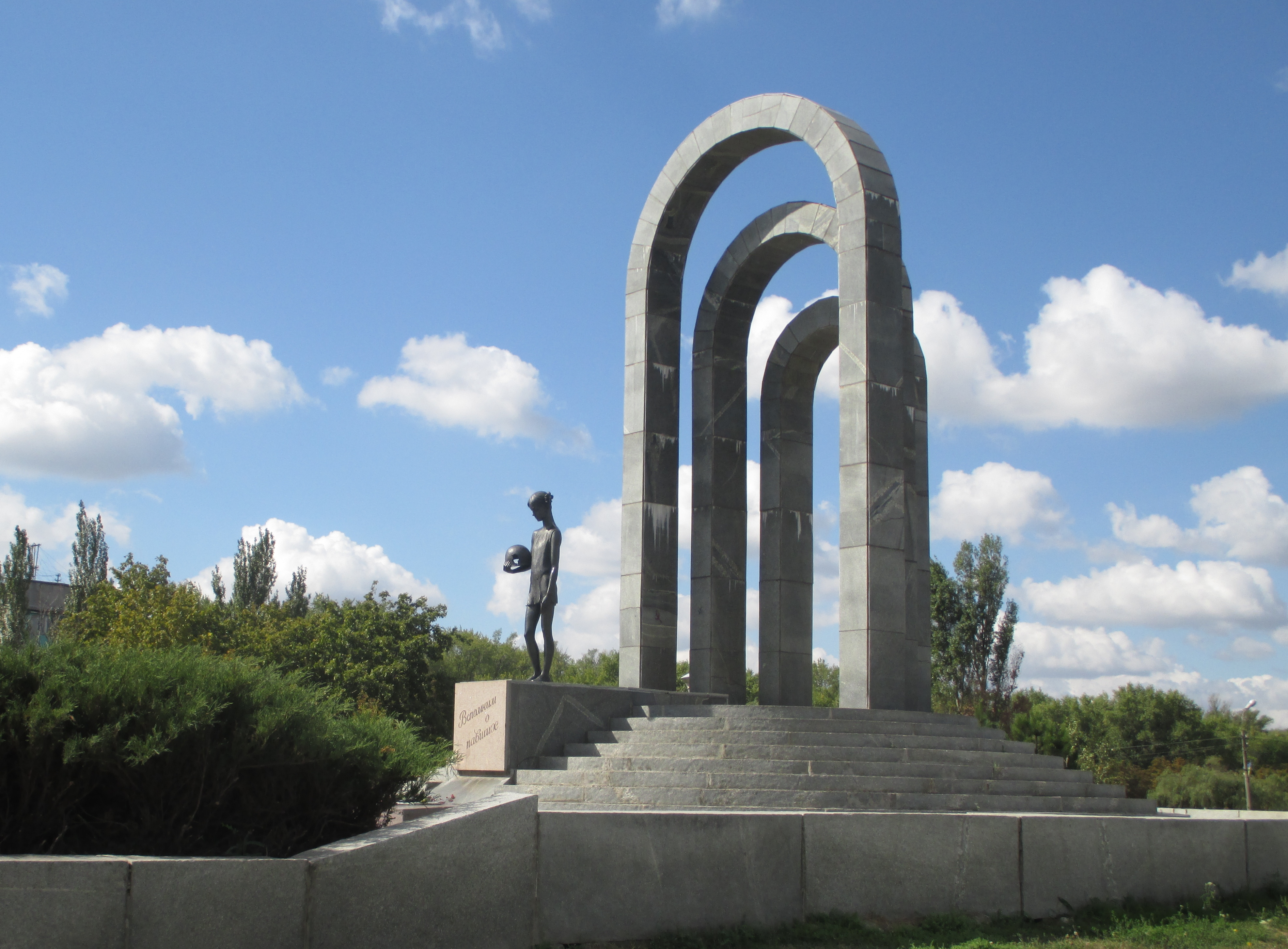
Monument aux morts de la Guerre civile russe, classé n° 14-132-0003[5].
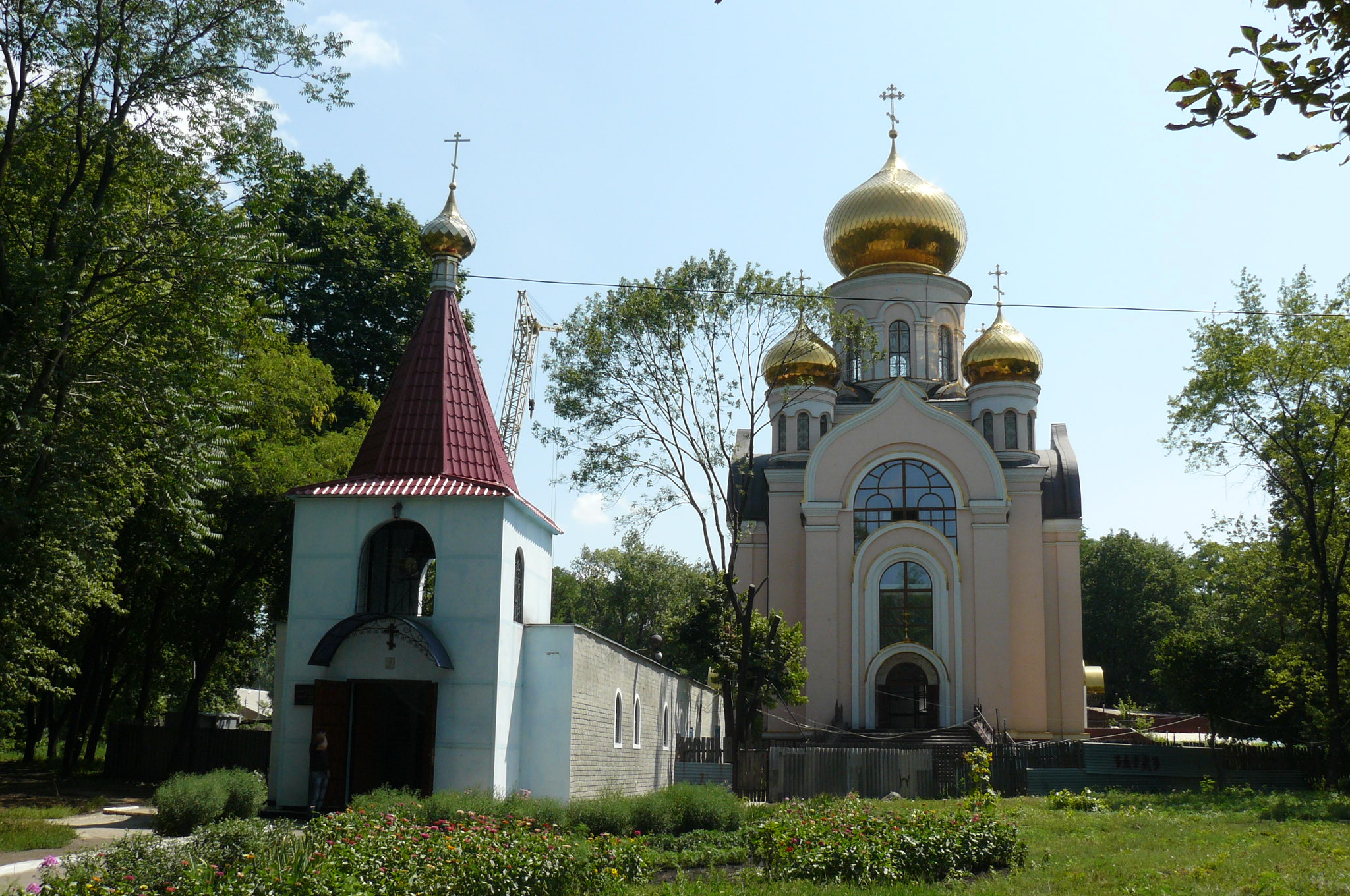
l'église de l'archange Michel.

### Invasion de l'Ukraine par la Russie
À la suite de l'Invasion de l'Ukraine par la Russie, le 8 août 2023 des missiles russes détruisent un immeuble résidentiel tuant neuf personnes et en blessant quatre-vingt-une autres.

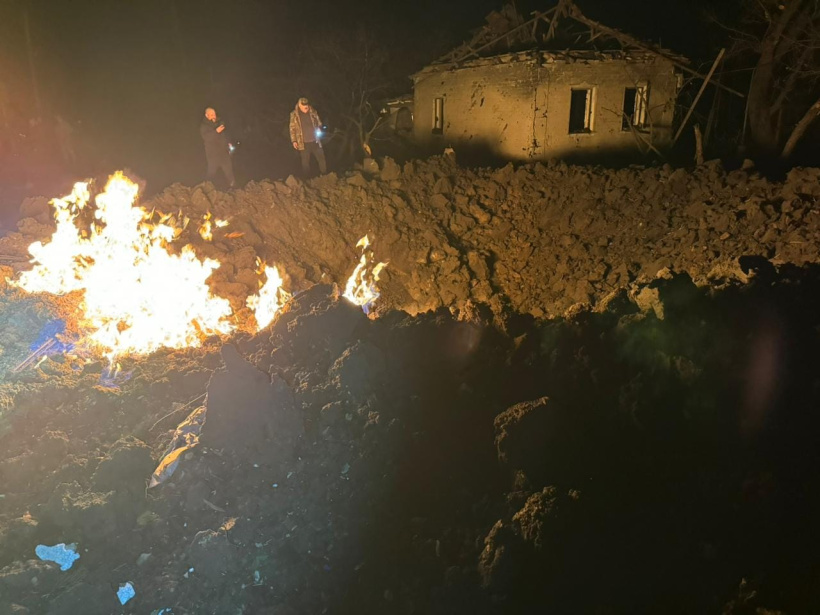
Le 31 janvier 2023,
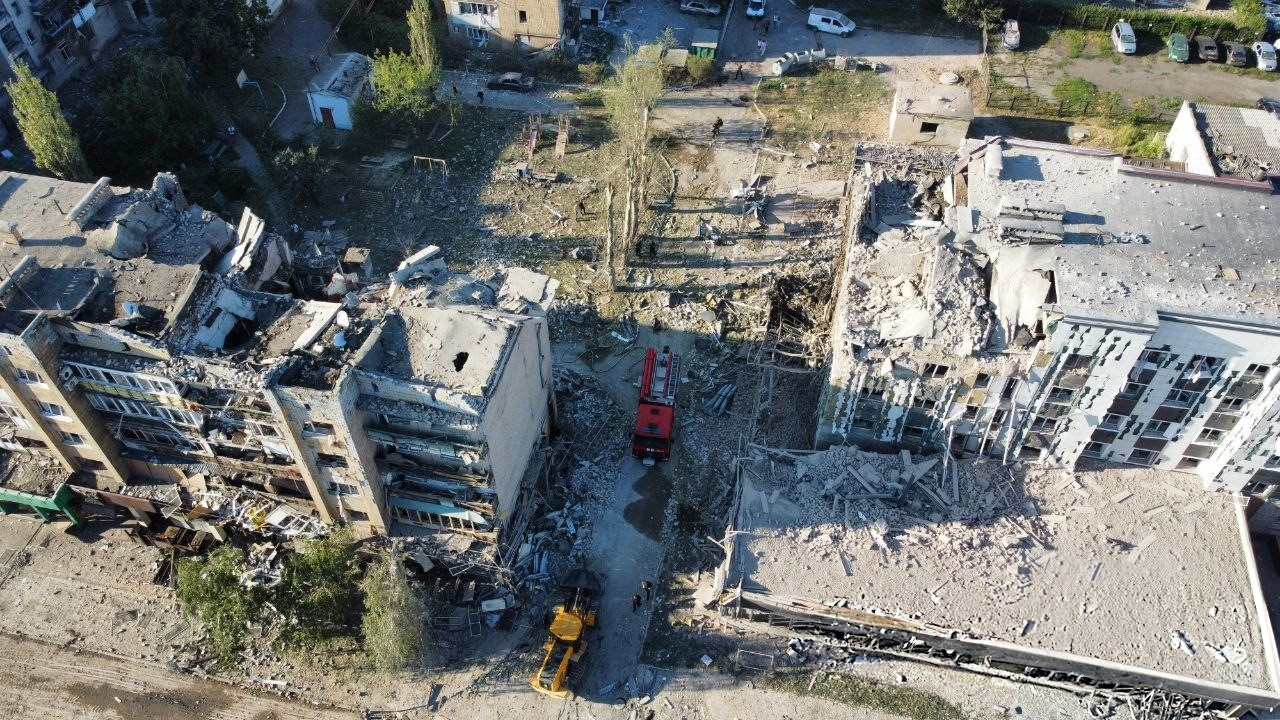
dégâts du 7 août 2023,
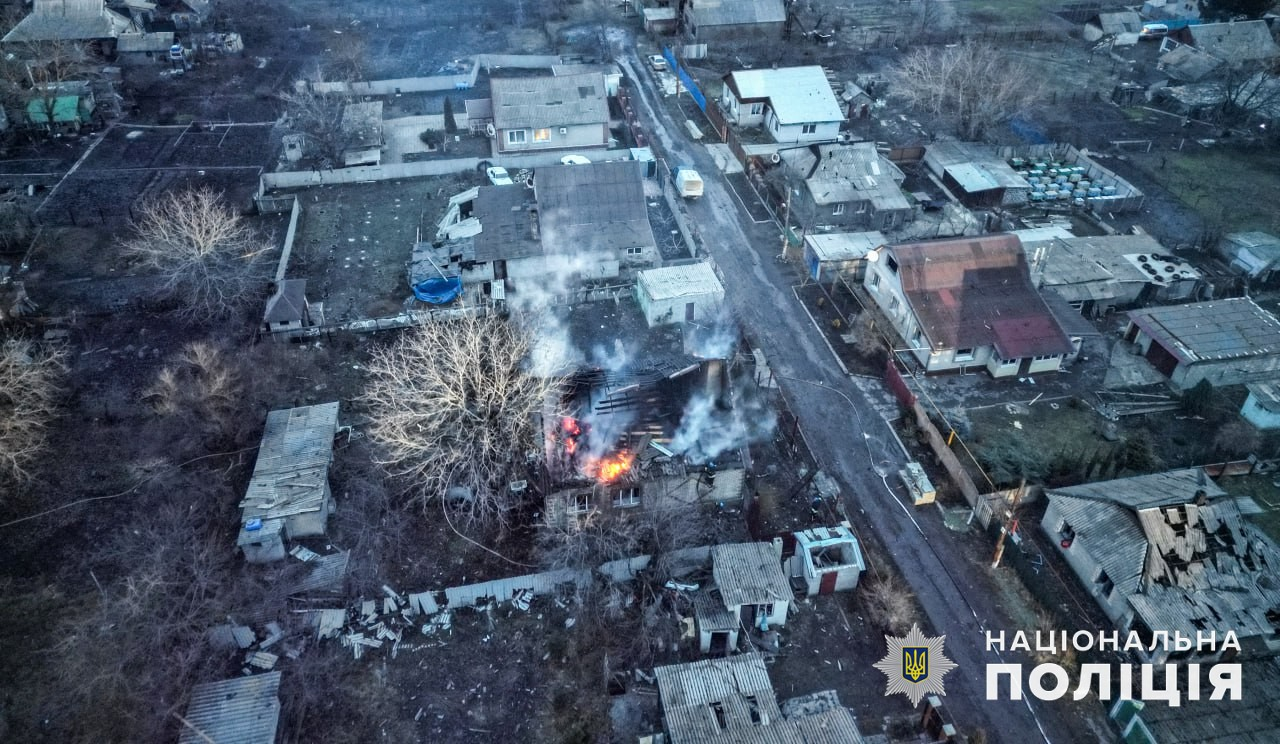
le 6 janvier 2024,
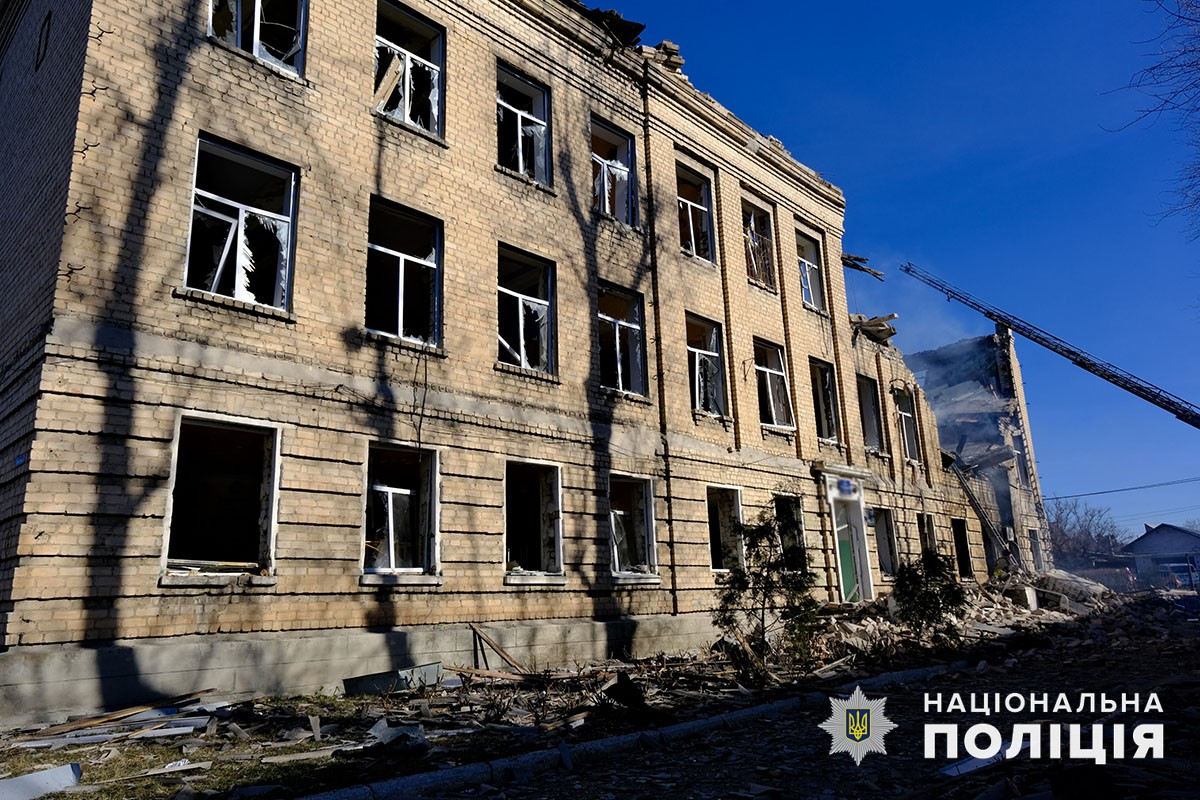
l'école n°3 le 28 février 2024.

Le 6 janvier 2024 Vadim Filachkine, gouverneur de la région de Donetsk affirme que des missiles anti-aériens russes S-300, aussi disponibles dans l'armée ukrainienne, ont frappé Pokrovsk et Rivne tuant onze personnes et en blessant huit autres dont cinq enfants.
Le 19 août 2024, Kiev ordonne l'évacuation obligatoire des familles avec enfants de Pokrovsk et de ses alentours.
Au début décembre 2024, le plus grand producteur de charbon de l'Ukraine la société Metinvest a annoncé suspendre son exploitation à Pischane près de Pokrovsk. Pischane compte plusieurs installations d'exploitation du charbon. L'intensification des bombardements par l'armée russe n'a pas permis d'autres choix  pour la plus grande mine de charbon d'Ukraine. Toute la métallurgie ukrainienne dépend de ce charbon.

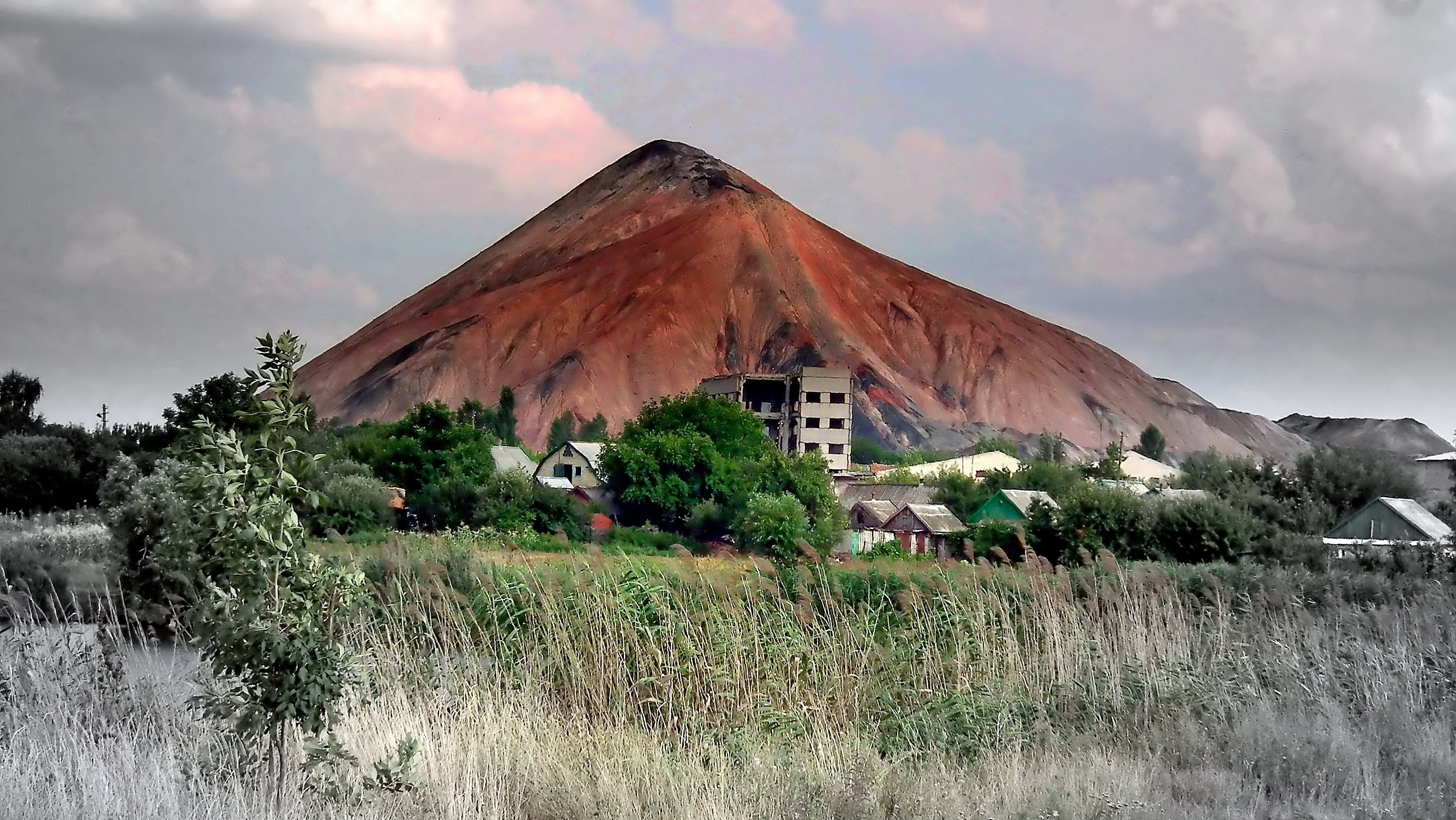
un terril à Pokrovsk

## Population
Recensements (*) ou estimations de la population :
| 1923* | 1926*  | 1939*  | 1959*  | 1970*  | 1979*  |
| ----- | ------ | ------ | ------ | ------ | ------ |
| 8 203 | 11 335 | 29 617 | 47 974 | 55 044 | 59 864 |

| 1989*  | 2001*  | 2010   | 2011   | 2012   | 2013   |
| ------ | ------ | ------ | ------ | ------ | ------ |
| 72 859 | 69 154 | 65 773 | 65 447 | 65 325 | 64 895 |